# Alejandra Onieva
Alejandra Onieva Molas (Madrid, España, 1 de junio de 1992) es una actriz española conocida por sus interpretaciones como Soledad Castro Montenegro en El secreto de Puente Viejo (2011-2014), Anne Otxoa en Presunto culpable (2018) y Carolina Villanueva en Alta mar (2019-2020).

## Biografía
Hija de Íñigo Onieva de la Riva y Carolina Molas Urrutiaciorraga (actualmente divorciados).
Estudió en las escuelas de interpretación Estudio Interactivo y Cuarta Pared. Empezó a estudiar Publicidad, Relaciones Públicas y Moda, pero poco después tuvo que dejar su carrera universitaria a un lado porque fue seleccionada para interpretar uno de los papeles principales de la serie diaria de Antena 3 El secreto de Puente Viejo donde interpretó a Soledad Castro Montenegro entre 2011 y 2014.
En 2017 formó parte del reparto de la serie de Telecinco Ella es tu padre junto a los actores Carlos Santos, María Castro y Rubén Cortada, entre otros. La serie se estrenó el 4 de septiembre de 2017 con buena aceptación, aunque se fue declinando hasta dejar de emitirse de manera instantánea, por bajos datos de audiencia, tras la emisión del séptimo episodio el 17 de octubre del mismo año, hasta nuevo aviso. En julio de 2018 se anunció que la serie se emitiría en FDF para estrenar los episodios restantes.
En septiembre de 2018 protagonizó la serie Presunto culpable junto con Miguel Ángel Muñoz, emitida en Antena 3, donde interpretó a Anne Otxoa, una chica desaparecida.
En mayo de 2019 estrenó la primera temporada de la serie Alta Mar, donde ejerció como protagonista, con el personaje de Carolina Villanueva, junto a Ivana Baquero y Jon Kortajarena, emitida en Netflix, siendo una serie original de la plataforma. Continuó siendo la protagonista en sus dos posteriores temporadas, emitidas en noviembre de 2019 y agosto de 2020.
Su hermano Íñigo es marqués consorte de Griñón.

## Filmografía

### Cine
| Año  | Título                   | Personaje | Director      |
| ---- | ------------------------ | --------- | ------------- |
| 2014 | Por un puñado de besos   | Mamen     | David Menkes  |
| 2015 | Novatos                  | Gladys    | Pablo Aragüés |
| 2022 | Historias para no contar | Bárbara   | Cesc Gay      |

### Televisión
| Año         | Título                     | Cadena          | Personaje                 | Notas         |
| ----------- | -------------------------- | --------------- | ------------------------- | ------------- |
| 2011 - 2014 | El secreto de Puente Viejo | Antena 3        | Soledad Castro Montenegro | 715 episodios |
| 2017        | Sotto copertura            | Rai 1           | Ágata Farina              | 1 episodio    |
| 2017        | Reinas                     | La 1            | Ana de Austria            | 2 episodios   |
| 2017 - 2018 | Ella es tu padre           | Telecinco / FDF | Cloe                      | 13 episodios  |
| 2018        | Presunto culpable          | Antena 3        | Anne Otxoa Aguirre        | 13 episodios  |
| 2019 - 2020 | Alta mar                   | Netflix         | Carolina Villanueva       | 22 episodios  |
| 2023        | Las pelotaris 1926         | VIX+            | Ane                       | 8 episodios   |